# Philotarsopsis
Philotarsopsis är ett släkte av insekter. Philotarsopsis ingår i familjen gluggmärkestövsländor.
Kladogram enligt Catalogue of Life:
| Philotarsopsis | \| \| Philotarsopsis basipunctata \| \| \| \| \| \| Philotarsopsis guttatus \| \| \| \| \| \| Philotarsopsis parda \| \| \| \| |
|                | \| \| Philotarsopsis basipunctata \| \| \| \| \| \| Philotarsopsis guttatus \| \| \| \| \| \| Philotarsopsis parda \| \| \| \| |
|                | Aaroniella |
|                | |
|                | Haplophallus |
|                | |
|                | Philotarsus |
|                | |
|                | Philotarsopsis basipunctata |
|                | |
|                | Philotarsopsis guttatus |
|                | |
|                | Philotarsopsis parda |
|                | |

|  | Philotarsopsis basipunctata |
|  |                             |
|  | Philotarsopsis guttatus     |
|  |                             |
|  | Philotarsopsis parda        |
|  |                             |